# 1867 en Belgique
Chronologie de la Belgique
- 1863
- 1864
- 1865
- 1866
- 1867
- 1868
- 1869
- 1870
- 1871

Cette page recense des événements qui se sont produits durant l'année 1867 en Belgique.

## Chronologie
- Ouverture du premier magasin « Delhaize Frères et Cie » à Ransart.

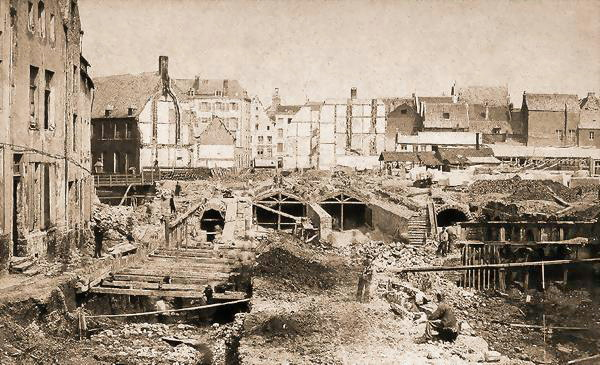
Début du chantier du voûtement de la Senne en 1867.

- 13 février : début des travaux du voûtement de la Senne à Bruxelles[1].
- 8 juin : article 267 du Code pénal punissant les infractions commises par les ministres des cultes dans l'exercice de leur ministère[2].
- Du 2 au 7 septembre : troisième congrès catholique tenu à Malines[2].
- Octobre 1867 : fondation de la « Fédération des sociétés ouvrières catholiques »[2].

## Culture

### Architecture

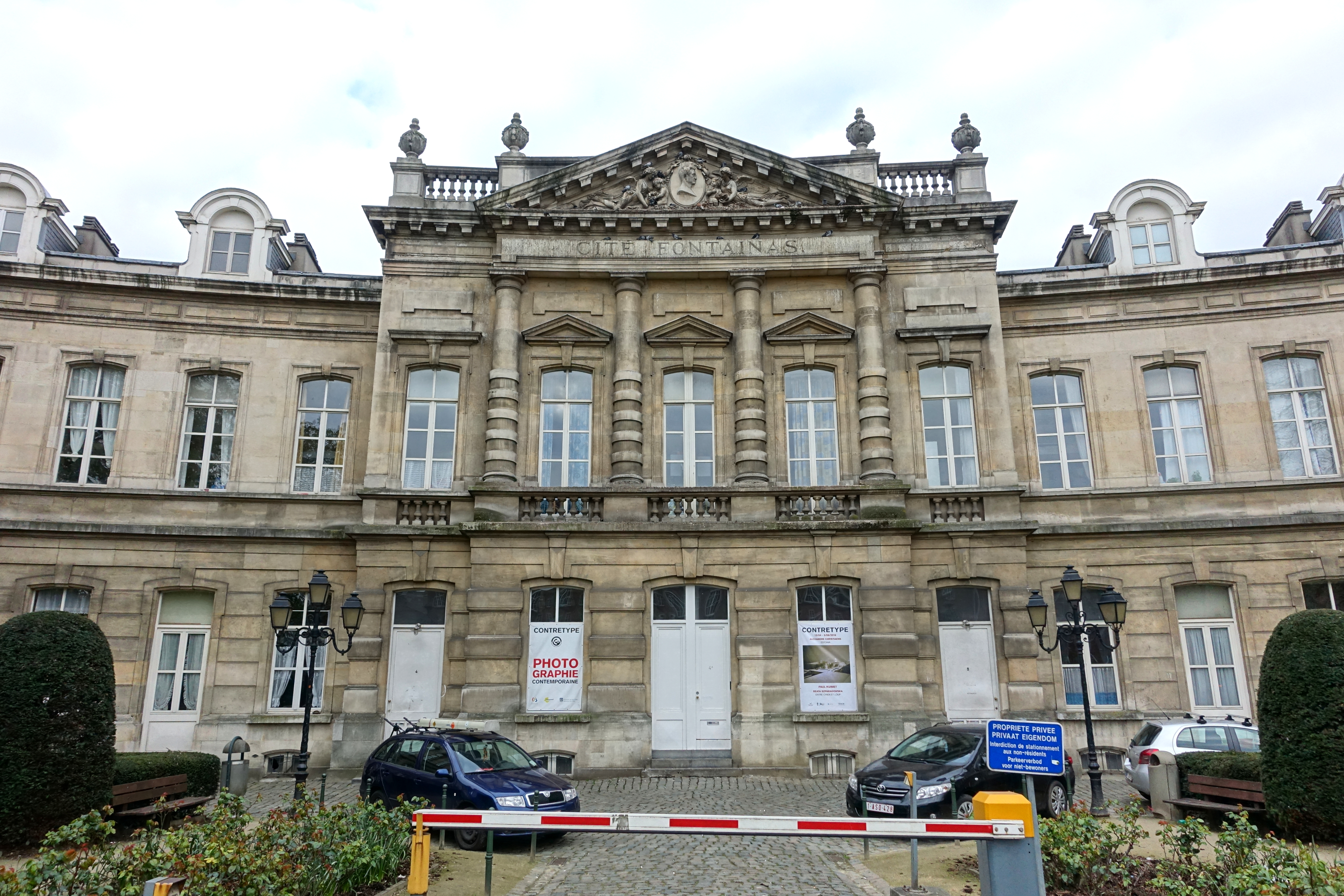
Cité Fontainas à Bruxelles (Antoine Trappeniers et Henri Beyaert)

### Arts
- du 11 août au 6 octobre, Salon d'Anvers.

#### Peinture

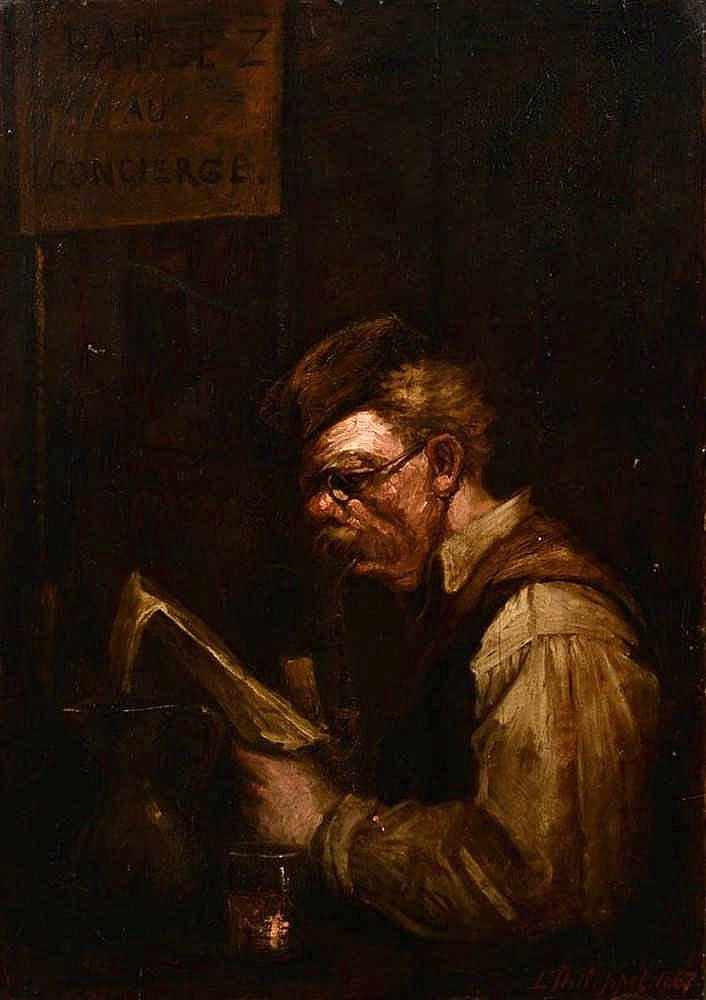
Parlez au concierge (Léon Philippet).
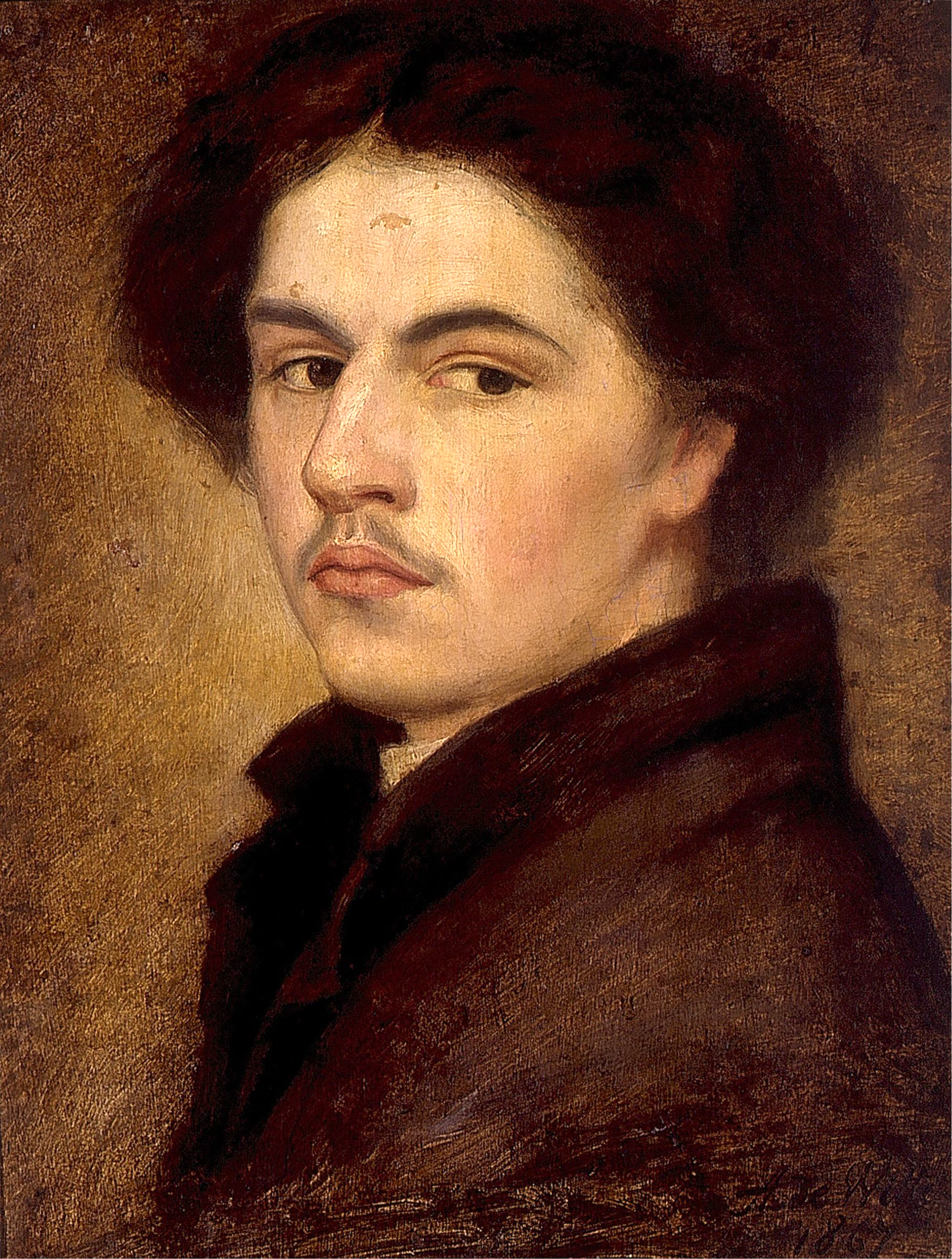
Autoportrait (Adrien de Witte).

### Littérature
- La Légende et les aventures héroïques, joyeuses et glorieuses d’Ulenspiegel et de Lamme Goedzak au Pays de Flandres et ailleurs, roman de Charles De Coster[3]

### Peinture
Le prix de Rome belge est décerné à Ernest Vandenkerckhove, une mention honorable est attribuée à Louis Joseph Le Brun et Xavier Mellery.

## Naissances
- 28 février : William Degouve de Nuncques, peintre († 1er mars 1935).
- 17 avril : Auguste Oleffe, peintre († 14 novembre 1931).
- 21 mai : Désiré Pâque, compositeur, pianiste, organiste, chef d'orchestre, pédagogue et théoricien († 20 novembre 1939).
- 9 octobre : Victor Gilsoul, peintre († 5 décembre 1939).
- 8 novembre : Léon Houa, coureur cycliste († 31 janvier 1918).
- 27 décembre : Léon Delacroix, homme d'État († 15 octobre 1929).

## Décès
- 24 août : Étienne de Sauvage, homme politique (° 24 décembre 1789).
- 4 décembre : Engelbert Sterckx, cardinal, archevêque de Malines (° 2 novembre 1792).